# Alexandre Guimarães
Alexandre Borges Guimarães (Maceió, 7 november 1959) is een in Brazilië geboren Costa Ricaanse voetbaltrainer die onder meer bondscoach was van het Costa Ricaans voetbalelftal.

## Clubcarrière
Samen met zijn familie trok Guimarães op elfjarige leeftijd naar Costa Rica en groeide daar uit tot een van de meest geliefde figuren binnen de Costa Ricaanse voetbalsport. Als speler kwam hij uit voor Durpanel San Blas, Municipal Puntarenas, Deportivo Saprissa en Turrialba FC. Met Deportivo Saprissa won hij drie landstitels, in 1982, 1988 en 1989. In totaal scoorde hij 95 keer in 377 wedstrijden.

## Interlandcarrière
Hij naturaliseerde zichzelf in 1985 tot Costa Ricaan en nam met het nationale elftal deel aan het WK voetbal 1990, waar hij drie wedstrijden speelde.

## Trainerscarrière
Na zijn loopbaan als speler werd hij een van de meest succesvolle trainers in de geschiedenis van Costa Rica. Als coach van Deportivo Saprissa behaalde hij drie nationale toernooi overwinningen. Verder coachte hij enkele teams in het buitenland, waaronder CSD Comunicaciones uit Guatemala, Real Irapuato en Dorados de Sinaloa beiden uit Mexico.
Het meest bekend werd hij vanwege zijn prestaties als bondscoach van het nationale elftal van Costa Rica. Onder zijn leiding kwalificeerde Costa Rica zich voor twee WK's op rij, het WK voetbal 2002 en het WK voetbal 2006.